# Metro v Janově
Metro v Janově (italsky: Metropolitana di Genova) je systém lehkého metra nacházející se na území Itálie, ve městě Janov. Metro provozuje pouze jednu linku, která propojuje centrum města s předměstím Rivaloro. Provozovatel metra je Azienda Mobilità e Trasporti-Genova AMT a rozchod kolejí činí 1435 mm (standardní rozchod).

## Historie a budoucnost
První návrhy na metro v Janově se vyskytly už okolo roku 1900, byl to první návrh na konstrukci podzemní dráhy s elektrickým tahem; v letech 1911 a 1930 následovaly další projekty. Místo metra nakonec vznikla tramvajová síť v Janově. Další projekty pronásledovaly v 60. a 70. letech.
Finální návrh měl pomoct přetíženému a chaotickému chodu města, začal se rýsovat projekt obnovy jedné z tramvajových tratí a tunelu Certosa. Tunel byl postaven pro tramvajovou síť, ale po zrušení tratí které jím měly vést, byl uzpůsoben pro autobusové linky a následně pro metro.
První úsek trati byl postaven mezi zastávkami Brin a Dinegro otevřen 13. června 1990 a poté následné rozšíření do stanic Principe (1992), San Giorgio (2003), Sarzano / Sant'Agostino (2006) a Brignole (2012).
Nyní je ve výstavbě úseky mezi stanicemi: Brin – Canepari a Brignole – Martinez.

## Vozový park
Janovské metro disponuje třemi typy vozidel ve svém vozovém parku:
Řada 0 – postaveny v roce 1985 a nejdéle fungující v síti od roku 1990.
Řada 10 – postaveny v roce 1990 až 1995 a nasazeny do sítě v roce 1991.
Řada 30 – postaveny v roce 2016 a nejnověji nasazeny v síti od roku 2016.

## Stanice

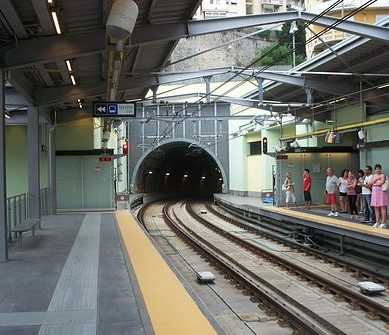
Stanice Brignole

- Brin
- Dinegro
- Principe
- Darsena
- San Giorgio
- Sarzano/Sant'Agostino
- De Ferrari
- Brignole

### Ve výstavbě:
- Corvertto
- Canepari
- Martinez